# 斯通

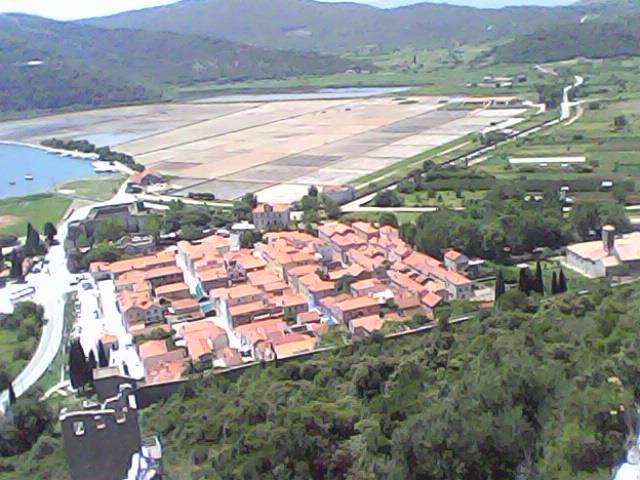

斯通（Ston）是位於克羅埃西亞南部達爾馬提亞海岸的一個城鎮。2001年有人口2605人。斯通在羅馬帝國時期就已經有人居住。現在斯通以其的城牆而聞名。

## 外部連結
- Ston Sightseeing （页面存档备份，存于）
- Ston - Geographical info （页面存档备份，存于）
- Ston info